# Tempestade tropical Hubert
A tempestade tropical severa Hubert foi um ciclone tropical destrutivo que matou 85 pessoas em Madagascar no início de março de 2010. Formando-se a partir de uma área de baixa pressão em movimento lento em 9 de março, Hubert desenvolveu-se rapidamente em uma região que favoreceu o desenvolvimento tropical. Situada na costa de Madagascar, a tempestade atingiu ventos máximos de 100 km/h poucas horas antes de atingir a costa em 10 de março perto de Mananjary na província de Fianarantsoa. O rápido enfraquecimento ocorreu uma vez sobre a terra, com a tempestade perdendo ventos fortes no final de 11 de março. Os remanescentes de Hubert persistiram por mais alguns dias, eventualmente se dissipando na costa sul de Madagascar em 15 de março.
Em grande parte do centro de Madagascar, Hubert produziu fortes chuvas, medidas até 137,5 mm em Mananjary, que causou inundações generalizadas. Milhares de estruturas foram destruídas pelas inundações que se seguiram e mais de 66.000 pessoas ficaram desabrigadas.

## História meteorológica
A severa tempestade tropical Hubert foi identificada pela primeira vez como uma área de baixa pressão na costa nordeste de Madagascar em 5 de  março de 2010. Seguindo lentamente para o sul-sudoeste, o sistema acompanhou a costa leste de Madagascar por vários dias. Em 9 de março, o Centro Meteorológico Regional Especializado para a bacia do Sudoeste do Oceano Índico, Météo-France, classificou a baixa como uma depressão tropical, a 13ª da temporada. Situada em região de fracas correntes de direção, a depressão era quase estacionária e as condições ambientais, de baixo cisalhamento do vento e boa divergência, favoreciam o desenvolvimento gradual. Poucas horas depois disso, o Joint Typhoon Warning Center (JTWC) emitiu um Alerta de Formação de ciclone tropical para a depressão. A formação de faixas convectivas ocorreu ao longo do dia e a intensificação para uma tempestade tropical moderada foi antecipada. Embora a convecção tendesse a flutuar, uma tendência geral de organização era aparente. no início de março Em 10 de setembro, o JTWC classificou o sistema como ciclone tropical 18S como uma convecção profunda consolidada em torno do centro da tempestade.
Por volta de 1200 UTC em 10 de março, a Météo-France atualizou o sistema para uma tempestade tropical moderada e atribuiu-lhe o nome de Hubert. Isso correspondia aos estágios iniciais da formação dos olhos, quando as faixas externas da tempestade se envolviam firmemente ao redor do centro de circulação. Anteriormente quase estacionário, Hubert ganhou uma trilha para sudoeste em resposta a uma crista ao sul. A rápida intensificação ocorreu horas antes do ciclone atingir a costa de Madagascar. Apenas seis horas depois de ser nomeado, Hubert atingiu seu pico de intensidade como uma forte tempestade tropical com ventos de 100 km/h juntamente com uma pressão barométrica de 985 mbar ( hPa ; 29,09 inHg ). Neste momento, o raio máximo de ventos da tempestade era de 17 km. O JTWC avaliou que o sistema estava um pouco mais fraco, relatando ventos de pico de 85 km/h (50 km/h). Por volta de 2100 UTC, o centro de Hubert mudou-se para terra perto da cidade de Mananjary, na província de Fianarantsoa. Uma vez por terra, a tempestade virou abruptamente para noroeste e enfraqueceu rapidamente quando os ventos sustentados caíram abaixo da força do vendaval.
Durante a última parte de 11 de março, Hubert retomou uma trilha sudoeste ao longo da borda noroeste do cume ao sul. Avisos operacionais sobre a tempestade indicaram que Hubert continuaria a se deteriorar sobre Madagascar antes de passar pelo Canal de Moçambique, onde poderia se regenerar. Esta previsão nunca foi verificada, pois os remanescentes da tempestade não conseguiram se desenvolver novamente. A circulação permaneceu sobre Madagascar até 13 de março antes de se mover para o mar perto da ponta sul da ilha. Uma vez sobre a água, o sistema teve temporariamente um componente de rastreamento mais para oeste antes de virar para sudeste. Os remanescentes de Hubert foram observados pela última vez em 15 de março ao sul de Madagascar.
Ao chegar a Madagascar, a tempestade tropical Hubert desencadeou fortes chuvas e ventos com força de furacão. Uma rajada de pico de 145 km/h foi registrado em Manajary. A maior precipitação de 24 horas de 137,5 mm foi registrado na mesma cidade. Sete distritos do país foram significativamente afetados pela tempestade, com milhares de residentes isolados de áreas externas devido à destruição das estradas. Numerosas pontes foram destruídas e o acesso por terra a muitas cidades foi impossível meses depois que a tempestade passou. Os poços foram contaminados pelas enchentes, gerando temores de que um surto contínuo de Chikungunya se espalhasse de forma mais desenfreada. Pelo menos 85 pessoas foram mortas pela tempestade e outras 35 estão listadas como desaparecidas. Além disso, 132 pessoas sofreram ferimentos relacionados à tempestade. De acordo com relatórios no início de abril, cerca de 66.000 pessoas ficaram desabrigadas pela tempestade.